# Lamartine (Wisconsin)
Lamartine es un pueblo ubicado en el condado de Fond du Lac en el estado estadounidense de Wisconsin. En el Censo de 2010 tenía una población de 1.737 habitantes y una densidad poblacional de 18,35 personas por km².

## Geografía
Lamartine se encuentra ubicado en las coordenadas 43°46′11″N 88°34′58″O / 43.76972, -88.58278. Según la Oficina del Censo de los Estados Unidos, Lamartine tiene una superficie total de 94.67 km², de la cual 93.94 km² corresponden a tierra firme y (0.76%) 0.72 km² es agua.

## Demografía
Según el censo de 2010, había 1.737 personas residiendo en Lamartine. La densidad de población era de 18,35 hab./km². De los 1.737 habitantes, Lamartine estaba compuesto por el 98.1% blancos, el 0.63% eran afroamericanos, el 0.17% eran amerindios, el 0.12% eran asiáticos, el 0% eran isleños del Pacífico, el 0.17% eran de otras razas y el 0.81% pertenecían a dos o más razas. Del total de la población el 1.5% eran hispanos o latinos de cualquier raza.